# Clé USB
Pour le roman, voir La Clé USB (roman).
Une clé USB (Universal Serial Bus, soit « Bus en série universel ») est un support de stockage amovible, inventé dans les années 2000 et prévu pour pouvoir se brancher sur un port USB d'un ordinateur mais qui est, depuis plusieurs années, largement utilisé sur d'autres appareils (chaînes Hi-Fi, lecteurs de DVD de salon, autoradios, radiocassettes, téléviseurs, etc.). Une clé USB contient une mémoire flash et ne possède pas ou très peu d'éléments mécaniques, ce qui la rend très résistante aux chocs.
Elle permet de copier facilement des fichiers d'un appareil, ayant des capacités d'écriture, à un autre (ce qui facilite le piratage si un ordinateur est mal, ou pas, protégé).
Les clé USB peuvent varier d'espace de stockage, en général elles peuvent contenir entre 8Go et 256Go, mais il existe des clés USB de 64Mo à 64To.
La clé la plus puissante du monde à une vitesse de 900Mo d'écriture et 1000Mo de lecture.

Icône d’une clé USB

## Origine
C'est l’entrepreneur israélien Dov Moran qui est considéré comme le principal inventeur de la clé USB. C’est lui qui aurait eu l’idée en premier, en 1998, de fabriquer une petite mémoire amovible pouvant se connecter directement au port USB des ordinateurs (le port USB étant apparu lui-même quelques années plus tôt, en 1996).
En avril 1999, Dov Moran, dépose donc un brevet, aux États-Unis. Ce brevet lui est officiellement attribué le 14 novembre 2000. Son invention s’appelle DiskOnKey, elle a une capacité de 8 méga-octets. Elle est reliée à un ordinateur à l’aide d’un câble. 
Un brevet américain pour une clé USB fut demandé en avril 1999 et attribué le 14 novembre 2000 à l'entreprise israélienne M-Systems. Plus tard en 1999, IBM déposa une invention disclosure par un de ses salariés.

## Clé USB vs microdrive
Pour les produits similaires mais contenant un minuscule disque dur à la place de la mémoire flash, on n'utilise pas le terme clé USB mais plutôt celui de flash disk, microdrive ou disque dur externe.

## Utilisation et sécurité

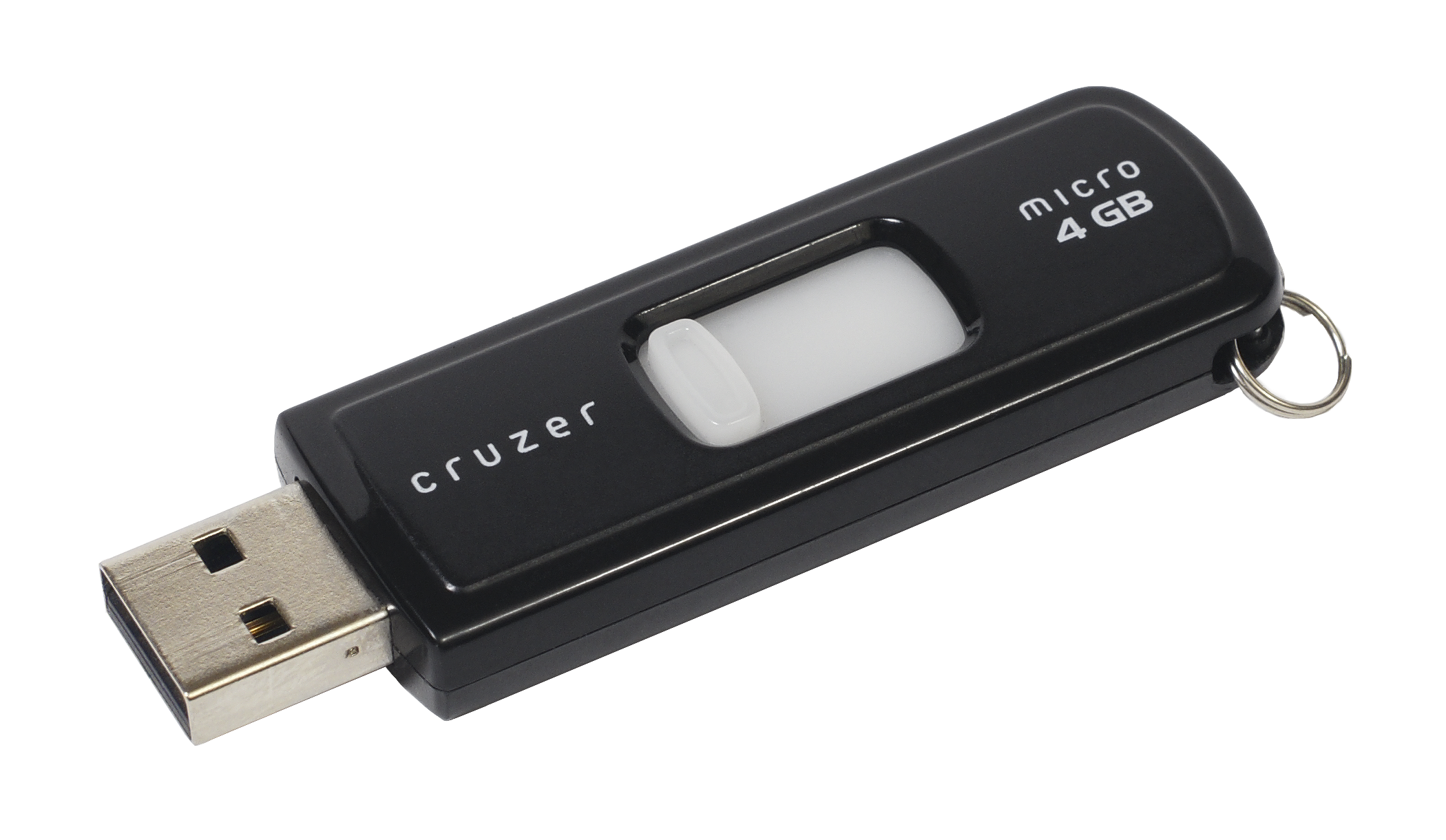
Une clé USB rétractable

La clé USB permet de stocker facilement des fichiers à partir de tout système disposant de prises USB (ordinateur de bureau, ordinateur de poche, etc.). Elle permet donc de transférer des données entre ordinateurs et donne la possibilité d'effectuer une copie de tout document, à condition de disposer du matériel (scanner équipé d'une prise USB et d'un ordinateur disponible et opérationnel) et de tous les documents que l'on veut emporter, pendant tout le temps nécessaire pour effectuer l’opération.
Elles sont aussi parfois utilisées à des fin d'espionnage et peuvent par exemple contenir un cheval de Troie.

## Description et fonctionnement
Les clés USB sont alimentées par le port USB sur lequel elles sont branchées. Elles sont insensibles à la poussière et aux rayures, contrairement aux disquettes, aux CD ou aux DVD, ce qui est un avantage au niveau de la fiabilité. En 2008, les clés commercialisées étaient au format « USB 2.0 » ; en 2010, beaucoup de produits commercialisés utilisaient la nouvelle spécification « USB 3.0 ». Les clés USB sont désormais reconnues nativement par la plupart des systèmes d'exploitation utilisés à ce jour (Windows XP, Vista, Windows 7, Windows 8, Windows 10, Windows 11 et Mac OS X, toutes les distributions Linux, et Chrome OS). Seuls certains OS plus anciens (Windows 95, 98 et NT) nécessitent l'installation de pilotes afin de pouvoir utiliser des clés USB. En 2013, les clés USB affichaient des capacités allant de quelques Mo à 1 To.
Les clés USB basées sur des mini disques durs ont un débit généralement meilleur que les clés USB à mémoire flash[réf. nécessaire], mais les temps d’accès sont plus longs, elles sont plus fragiles, elles peuvent chauffer en cas d’utilisation intensive et leur taille est légèrement plus grande que les clés USB, mais elles tiennent facilement dans la poche.

### Clés micro USB
Avec la généralisation de l'usage des tablettes, notamment Android, on voit apparaître de nouvelles clés USB permettant un échange facile entre le PC et la tablette. Ces clés disposent d'un double connecteur USB et micro USB.

### Durée de vie
La durée de vie (ou MTTFF) de la clé elle-même n'est pas spécifiée. Cependant, quelle que soit l'annonce des fabricants, cette donnée demeure fondée sur une statistique. Toute clé est donc susceptible de tomber en panne au bout de quelques jours aussi bien que de quelques années. Ce phénomène peut engendrer une perte partielle ou totale des données.
Les constructeurs annoncent une conservation des données pendant au moins dix ans, voire beaucoup plus. Dans son article Not all USB drives are created equal, le magazine Computerworld se montre plus réservé en attirant l'attention sur les écarts importants existant entre les différents modèles. Cela vient du fait que la charge électrique stockée, qui représente l'information, n'est pas parfaitement isolée et peut donc disparaître au bout d'un certain temps, avant lequel il faut effectuer une réécriture pour s'assurer de la conservation des données,, ; la qualité de l'isolation définirait donc la durée de conservation des informations.
Il ne faut pas confondre cette durée de conservation des informations avec la durée de vie de la clé qui peut tomber en panne ou perdre des données bien avant la fin de celle-ci.
Les causes de panne et de perte de données peuvent être entre autres :
- la conservation des données limitée, due à la mémoire flash ;
- une panne de la clé, comme tout autre matériel ;
- un problème logiciel affectant le système d’exploitation ;
- une erreur de manipulation logicielle de la part de l’utilisateur ;
- une erreur de manipulation matérielle : bien qu'elle soit plus résistante que d'autres supports de stockage, elle n'est pas indestructible.

### Performances
Les performances dépendent de la conception du modèle qui inclut le choix de composants, de l'architecture et du contrôleur mémoire. Des techniques comme l'amplification d'écriture influent sur les performances. Elles peuvent varier en fonction du système d'exploitation ou du matériel sur lequel elle est utilisée.
Le débit de données varie donc en lecture, en écriture et dépend du nombre de fichiers copiés et de l'organisation du contenu de la clé. On peut avoir des débits de quelques Mo/s à plusieurs dizaines de Mo/s, qui peuvent chuter dans le cas de transfert d'un grand nombre de petits fichiers.

### Ergonomie
Différents critères améliorent l'ergonomie de la clé : présence et positionnement du témoin lumineux d'activité, système de protection du connecteur (capuchon rotatif ou rétractable, connecteur rétractable), accessoires fournis (dragonne, cordon-collier ou chaînette porte-clé, rallonge USB), logiciels portables (fonction de chiffrement, synchronisation de données, importation de mails voire suite logicielle), design de la coque, etc..

### Readyboost
Avec Windows Vista est apparue la certification ReadyBoost qualifiant une clé USB qui permet d'alléger la charge du disque dur au moment du lancement d'un PC. La clé USB 2.0 a un débit plus lent qu'un disque dur 2009, mais son temps de latence d'accès à chaque fichier de quelques millisecondes est meilleur que les quelques dizaines de millisecondes du disque dur. Le bilan de la clé peut donc être positif.

### Variantes
Certains modèles, les dongles, ont une fonction différente, ou une fonction supplémentaire de la fonction de mémoire de masse :
- un chiffrement automatique des données téléchargées sur la clé, généralement au format de chiffrement Advanced Encryption Standard (AES) possédant des clés de 128 ou 256 bits selon les modèles ;
- un lecteur intégré d'empreintes digitales permettant l'authentification par biométrie du porteur de la clé USB[14] ;
- un système embarqué de sécurité sans contact NFC qui permet de déverrouiller et rendre visible l'accès à la mémoire de masse en utilisant le lecteur NFC d'un smartphone, d'une tablette tactile ;
- un lecteur capable de restituer les fichiers musicaux qu’elles contiennent, notamment en format MP3, devenant ainsi des baladeurs numériques miniatures (la clé avec une pile AAA et un écouteur pèse environ 60 grammes) ;
- un syntoniseur de radio FM, avec éventuellement la possibilité d’en enregistrer le flux dans la mémoire intégrée, ou de télévision numérique terrestre. Dans ce dernier cas, il est nécessaire de raccorder une antenne à la clé ;
- un micro, les sons qu’il capte étant enregistrés dans la mémoire intégrée. La clé fait alors office de dictaphone si elle dispose d'une prise pour un casque audio ;
- un lecteur de carte SIM ;
- un modem pour l'accès données à un réseau de téléphonie mobile (« clé 3G »). Dans ce cas la clé embarque un terminal de téléphonie mobile et une carte SIM ;
- une interface IrDA pour la communication avec des appareils mobiles ;
- un récepteur Wi-Fi.

On trouve aussi des clés USB dans certains couteaux suisses.
Une clé peut avoir une partition publique et une dont l’accès est soumis à un mot de passe. Les données confidentielles sont sécurisées (paramètres de connexion, portefeuille de mots de passe, courrier électronique, etc.).

## Systèmes d’exploitation compatibles
- Windows à partir de sa version ME ou 2000 en natif (l’utilisation d’une clé USB nécessite l’installation d’un pilote sous Windows 98 SE).
- Mac OS 9.1 ou supérieure.
- Linux avec un noyau ultérieur à 2.4.

Si le firmware le permet, certains ordinateurs ont la possibilité de démarrer une distribution live, c’est-à-dire un système d'exploitation exécutable depuis un support amovible, à partir d’une clé USB. Microsoft le propose sur Windows 8 Entreprise avec Windows To Go.
Lorsque le firmware ne le permet pas, on contourne le problème en démarrant depuis un CD-ROM contenant des pilotes USB permettant à leur tour une émulation du démarrage sur la clé (voir par exemple Flonix). Cette manipulation n’est possible qu’avec un BIOS ou un EFI, et non avec un Open Firmware.

## Partitionnement et formatage
Originellement, les systèmes d'exploitation ne pouvaient créer qu'une seule partition sur les clés USB, qui ne pouvaient être formatées que dans les diverses variantes de FAT, excepté le format exFAT qui, malgré son nom, n'est pas une variante du système FAT. Cependant, la progressive augmentation de taille des supports de stockage enfichables (clés USB, mémoires flash, cartes SIM…) comme l'augmentation de taille des fichiers, spécialement des vidéos, obligea à permettre l'usage d'autres systèmes de fichiers qui passent (sous Windows) la limite de 32 Go de taille de partition, et, sur FAT32, la limite de 4 Go de taille de fichier.
Le système exFAT, sorti en 2006 et implémenté dans le système embarqué Windows CE, fut la première proposition de Microsoft pour dépasser ces deux limites. Pour la FAT32, la limitation à 32 Go de taille de partition n'est pas native, ce système de fichiers pouvant nominalement gérer des partitions de 16 To et factuellement, selon les systèmes d'exploitation, y compris Windows, de 2  à   4 To. De fait, les versions 32 bits de Windows 95/98 sont capables de créer et formater de grandes partitions, tandis que ceux de la famille NT, s'ils peuvent les créer, ne peuvent formater de partitions de plus de 32 Go. Cette limitation est probablement liée à la volonté de répandre l'usage du système NTFS, apparu avec Windows NT 4. Les autres systèmes d'exploitation et certains utilitaires fonctionnant sous Windows n'ont pas cette limitation.
Jusqu'à la sortie de Windows Vista en 2007 puis de la mise à jour de Windows XP dite SP3 (« Service Pack 3 ») en avril 2008, les systèmes Windows ne pouvaient formater une clé USB qu'en FAT ou en exFAT ; à partir de ces sorties, il est devenu possible de les formater en NTFS, après modification de la stratégie de gestion du périphérique à formater. Pour les autres systèmes, en premier, pour ceux grand public, les Mac OS et les divers Linux, il y a, de plus longue date, possibilité de créer des partitions d'autre type bien qu'on recommande, pour des questions de compatibilité, de les formater en FAT32 si l'on compte les utiliser comme périphériques de stockage pour fichier de moins de 4 Go.
Contrairement aux systèmes Windows, et aux Mac OS sauf les plus récents, la majorité des distributions Linux ont la possibilité de créer plusieurs partitions sur une clé USB, possibilité qui est d'ailleurs une nécessité quand on veut utiliser une clé USB comme périphérique d'amorçage, les divers Linux nécessitant au moins deux et souvent trois partitions pour fonctionner.
À noter que certaines clés auront besoin d'être reformatées afin d'être utilisées sur certains supports (comme les téléviseurs par exemple). N'étant pas capable de lire toutes les normes de partitionnement, il faudra rendre la clé USB compatible en la reformatant.

## À l’intérieur (64Mo)

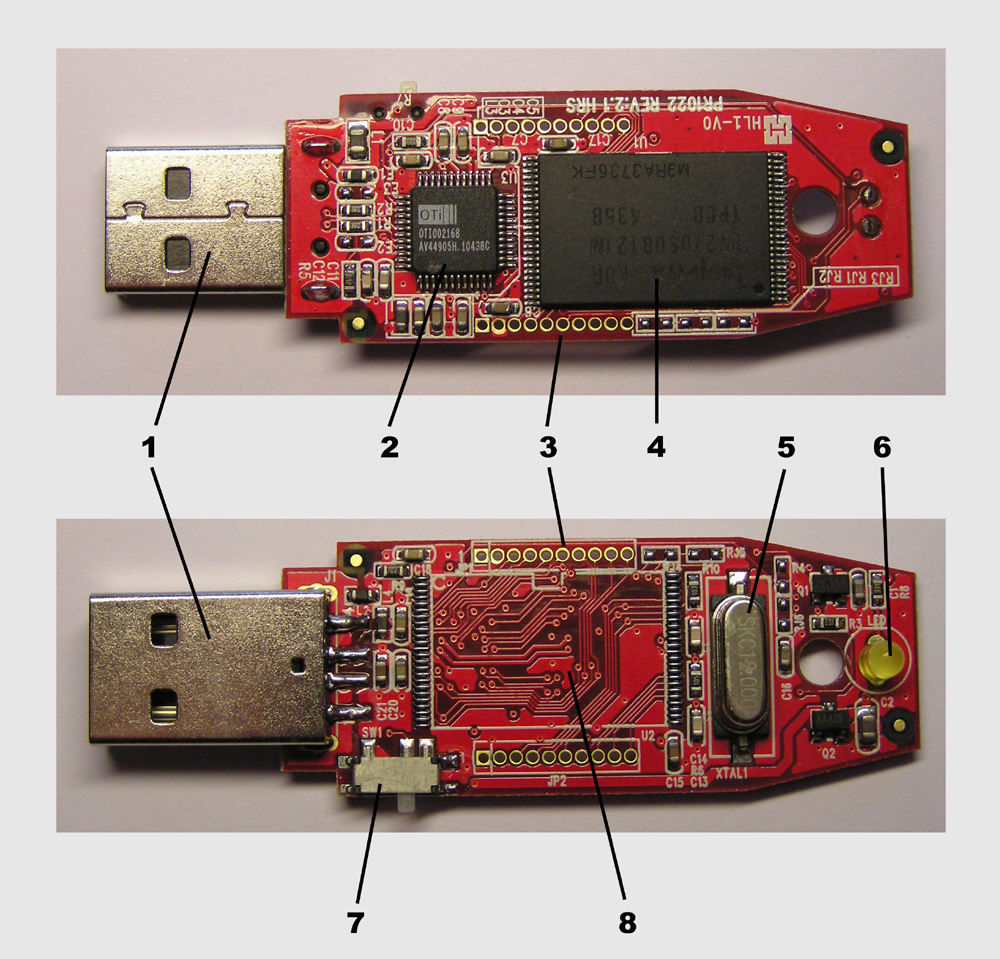
Clé USB sans sa coque protectrice

Les composants d'une clé USB sont généralement :
1. Un connecteur USB mâle (type A) ;
2. Un contrôleur Ours Technology Inc. OTi-2168 USB 2.0. Ce circuit implémente le contrôleur pour l’USB 2.0 et assure une interface entre des données transmises linéairement et la structure en blocs de la mémoire flash. Il permet d’éviter la gestion bas-niveau de la mémoire et contient un petit microcontrôleur RISC ainsi qu’un peu de RAM et de ROM. Les données sont transmises au Hynix (no4) via un bus de données/adresses sur 8 lignes ;
3. JP1 et JP2 : deux connecteurs avec 10 broches, principalement pour les tests et le débogage ;
4. Hynix Semiconductor HY27USxx121M, mémoire flash qui contient 4 096 blocs indépendants (chacun avec 16 kilooctets), soit 64 mégaoctets au total ;
5. Un oscillateur à quartz SKC Shin Chang Electronics cadencé à 12 MHz ;
6. Une LED pour indiquer l’activité de la clé ;
7. Un interrupteur à deux positions pour indiquer au pilote que la clé est protégée en écriture ;
8. Une zone vierge prête à recevoir une autre mémoire flash pour offrir un modèle de 128 mégaoctets sans avoir à créer un autre schéma.

## Comparaison avec les autres mémoires de masse
Les disquettes ne sont plus guère utilisées depuis 2006, à cause de leur faible contenance (1,44 Mo), de leur lenteur et surtout de leur inconstance. Les disquettes furent longtemps le moyen le plus populaire de stockage externe des fichiers, mais leurs lecteurs n'équipent plus en standard les ordinateurs depuis 2005. Les PC possèdent en revanche une interface USB, car ils sont définis comme tels par les spécifications annuelles élaborées en commun par Microsoft et Intel. Les clés USB sont plus rapides que les disquettes, contiennent plus de données et ne nécessitent pas de lecteur spécifique. Les disquettes subsistent de façon optionnelle pour leur facilité d’utilisation avec d’anciens systèmes d’exploitation (comme Windows 98 SE, qui nécessite l’installation d'un pilote pour l’utilisation d’une clé USB) et leur facilité de démarrage.

## Clé USB et logiciels intégrés

### Système U3
Certaines clés USB sont équipées du format logiciel U3 créé à l'initiative d'un groupement de fabricants de clés dont les sociétés SanDisk et M-Systems : le branchement de la clé fait apparaître, sous Windows, un périphérique de stockage en lecture-écriture, qui apparaît comme un disque dur, et un périphérique en lecture seule, qui apparaît comme un périphérique optique. Les clés U3 contiennent un processeur cryptographique intégré. Cette solution implique en contrepartie l'acceptation d'un risque de sécurité, en fonction du degré de confiance qu'on accorde au constructeur.

### Clés standards
L’augmentation de capacité de stockage des clés USB permet d’y installer des logiciels et de se déplacer partout avec ses données et ses logiciels préférés. On peut même amorcer un système complet depuis une clé.
Des sites web commencent à proposer des « packs pré-construits » de logiciels payants ou en licence libre en version installables sur une clé USB.
Il est courant d'installer une distribution Linux sur clé USB. Il suffit d’extraire l’ISO d’un Live CD sur cette clé et de la rendre amorçable (voir Live USB). En revanche, le nombre d'écritures sur une clé USB étant techniquement limité (10 000 à 100 000 selon la technologie de réalisation des cellules), il faut prendre plusieurs précautions si on veut l'utiliser en lecture-écriture (ne pas y placer de fichier d'échange « swap »).

### Clé USB de sécurité
Contrairement à la clé USB traditionnelle, où l'usage consiste à stocker des fichiers sur un support amovible, la clé de sécurité ou dite « biométrique » réside dans le stockage d'information confidentielle par le biais de chiffrement de la clé et qui ne peut appartenir qu'à une seule personne.
Sur le marché, il existe plusieurs variantes de clé avec leurs propres niveaux de sécurité ainsi que l'existence de plusieurs formes et formats.

#### Services compatibles avec des clés de sécurité
- Facebook
- Tous les services de Google
- Dropbox
- BitBucket
- FastMail
- DashLane
- WordPress (CMS)

Concernant les navigateurs, peu d'entre eux ne sont pas adaptables aux clés de sécurité. Pour l'instant[Quand ?], les navigateurs Opéra et Google Chrome peuvent accueillir ce type de clé.

### Virus et clé USB
De par leur usage massivement répandu, les clés USB sont un moyen privilégié pour propager les virus, hors internet. Cette transmission est généralement invisible de l'utilisateur, même si des cas se sont avérés où l'objectif était l'infection volontaire. Ainsi, en 2007 à Londres, des personnes malintentionnées ont délibérément laissé traîner des clés USB contenant des chevaux de Troie, dans le but d'infecter les ordinateurs de ceux qui les ramassaient.
Certains virus s'installent dans la clé de façon difficilement détectable (à la suite de l'ouverture d'une pièce jointe contenue dans un mail par exemple) et s'exécutent automatiquement lorsque la clé USB est branchée sur un ordinateur grâce à un « Autorun » (lancement automatique).

## Contrefaçon

### Tromperie sur la capacité de stockage
Il existe des clés USB qui « mentent » : elles ont un espace de stockage réel moindre que la valeur affichée par le système d'exploitation. Ces clés ont été fabriquées pour simuler une capacité beaucoup plus grande que leur capacité réelle (exemple : une clé de 16 Mo qui affiche une capacité de 16 Go, une clé de 4 Go qui affiche 32 Go).
L'intérêt pour le fabricant et/ou le vendeur est de gagner davantage d'argent en escroquant son client.
Lorsque des fichiers sont écrits, la clé peut avoir différents comportements :
- l'écriture échoue ;
- l'unité disque se bloque ;
- de façon plus subtile : les données précédentes sont écrasées (sans message d'erreur), les noms des fichiers précédents restant listés. Cet écrasement rendant impossible une récupération de données.

Ces différents comportements rendent difficile pour l'utilisateur la compréhension du dysfonctionnement. Un test consiste à copier des fichiers compressés (ex. : ZIP) de grand taille, puis vérifier leur intégrité avec le logiciel de compression approprié. Une signature de gros fichier peut aussi être demandée.
Pour l'anecdote, en 2011 sur le même principe une contrefaçon de disque dur externe (utilisant une clé USB) était découverte.
Il existe des logiciels qui permettent de vérifier si une clé USB est contrefaite ou non (ex. : H2testw, USB Flash Tools) et de corriger (en l'abaissant) sa capacité de stockage (Chip Genius,).

### USB killer
En apparence comparable à une clé USB, un USB killer (destructeur USB) est un dispositif électrique qui charge ses condensateurs à partir des broches d'alimentation du connecteur USB et les décharge rapidement sur celles de données. Ce dispositif totalement autonome permet donc la destruction instantanée et permanente de tous les appareils sur lesquels il est branché. Certains fabricants de matériel informatique, en particulier Apple, semblent cependant protéger de manière assez efficace leurs machines contre ce type de dispositifs.

## Apparitions
- Le 27 septembre 2007, lors du Grenelle de l'environnement, ce sont des clés USB qui ont été choisies comme support pour le rapport de 1 000 pages qui a été remis par les six groupes de travail au ministre de l’Écologie français Jean-Louis Borloo, de manière symbolique, afin de montrer que, par respect pour l’environnement, il est nécessaire d’économiser le papier[27].

## Historique des capacités
|        | Date         | Fabricant        | Modèle                                                                                            |
| ------ | ------------ | ---------------- | ------------------------------------------------------------------------------------------------- |
| 2 To   | 2017         | Kingston         | DataTraveler Ultimate GT 3.1 240 Mo/s en lecture et 160 Mo/s en écriture (Premières informations) |
| 1 To   | mars 2013    | Kingston         | DataTraveler HyperX Predator 3.0 (240 Mo/s lecture et 160 Mo/s écriture, 72 × 26,94 × 21 mm)      |
| 512 Go | Début 2013   | Kingston         | DataTraveler HyperX Predator 3.0 (72 × 26,94 × 21 mm)                                             |
| 256 Go | juillet 2009 | Kingston         | DataTraveler 300                                                                                  |
| 128 Go | juin 2009    | Kingston         | DataTraveler 200                                                                                  |
| 64 Go  |              | BUSlink          |                                                                                                   |
| 32 Go  | 2008         | Netac Technology | OnlyDisk™                                                                                         |
| 16 Go  | 2007         | Netac Technology | OnlyDisk™                                                                                         |
| 8 Go   |              | BUSlink          | Transcend                                                                                         |
| 4 Go   |              |                  |                                                                                                   |
| 2 Go   |              |                  |                                                                                                   |
| 1 Go   | 2001         | Netac Technology | OnlyDisk™                                                                                         |